# Satyria carnosiflora
Satyria carnosiflora är en ljungväxtart som beskrevs av Joseph Lanjouw. Satyria carnosiflora ingår i släktet Satyria och familjen ljungväxter. Inga underarter finns listade i Catalogue of Life.